# Cinderella Nunatak
Cinderella Nunatak är en nunatak i Antarktis. Den ligger i Östantarktis. Australien gör anspråk på området. Toppen på Cinderella Nunatak är 604 meter över havet.
Terrängen runt Cinderella Nunatak är kuperad åt nordväst, men åt sydost är den bergig. Trakten är obefolkad. Det finns inga samhällen i närheten. 